# Karakoram (film)
Pour l’article homonyme, voir Karakoram.
Pour plus de détails, voir Fiche technique et Distribution.
Karakoram est un film documentaire français réalisé par Marcel Ichac en 1936, sorti en 1937. 
Réalisé dans le cadre des grandes expéditions en Himalaya dans les années 1930, on y voit en particulier le retour sur le glacier du Baltoro de 700 porteurs, la plupart aveuglés par l'ophtalmie des neiges. Le film est l'un des tout premiers à utiliser la musique électronique avec les Ondes Martenot, musique du compositeur Vellones.

## Synopsis
Lors de l'expédition française en Himalaya de 1936, des alpinistes français conduits par Henry de Ségogne s'engagent dans l'ascension du Hidden Peak  (actuel Gasherbrum I, 8 086 m), onzième plus haut sommet du monde, mais doivent renoncer à atteindre le sommet.

## Fiche technique
- Réalisation : Marcel Ichac
- Musique : Pierre Vellones
- Durée : 38 minutes
- date de sortie : 
  - France : 24 juin 1937

## Innovations techniques
Marcel Ichac a utilisé pour ce film de nouvelles solutions techniques qui ont été utilisées par la suite pour les films de montagne: caméras légères, montées sur des skis ou portées à l'épaule en particulier.

## Distinctions
Le film reçut le prix du meilleur court métrage à la Mostra de Venise en 1938.

## Nouvelle version du film
Ce film fut remanié et modernisé par son auteur pour le cinquantenaire de l'expédition, en 1986,.